# (5615) Iskander
(5615) Iskander est un astéroïde de la ceinture principale.

## Description
(5615) Iskander est un astéroïde de la ceinture principale. Il fut découvert le 4 août 1983 à Naoutchnyï par Lioudmila Karatchkina. Il présente une orbite caractérisée par un demi-grand axe de 2,27 UA, une excentricité de 0,19 et une inclinaison de 4,7° par rapport à l'écliptique.

## Compléments